# ピー助
ピー助（ピーすけ）は、藤子・F・不二雄の漫画『ドラえもん』に登場する首長竜（フタバスズキリュウ）。

## 概要
野比のび太がタイムふろしきを使って化石から戻したフタバスズキリュウの卵を孵化させ、育てていた。性格は大人しく、人懐っこいが、この種にしてはむしろ珍しいらしく、「人に懐く首長竜は珍しい」と恐竜ハンターのドルマンスタインが話している。故に大長編では彼のコレクションとして狙われることになる。隠れて飼っていたが、大きくなりすぎたため元の1億年前の時代へ帰しに行く展開はどの作品も共通。
「ピー助」という名前はのび太が付けたもので、ピューィと鳴くことがその由来になっている。のび太に護られる場面が多いが、原作大長編でのみその巨体でのび太を護ろうとする場面もある。なお男の子の名前を付けたが、どの作品もオスとは明言されていない。

## 『のび太の恐竜』
てんとう虫コミックス第10巻に収録。
のび太は偶然首長竜の卵の化石を発掘し、タイムふろしきにより孵化させる。ピー助と名づけられたフタバスズキリュウの子供はのび太を慕い成長するものの、のび太の家や公園の池で巨体を潜めて生きる生活はピー助には不幸だとドラえもんに諭され、ピー助の為に本来在るべき白亜紀に帰す。
2020年9月5日には『50周年だよ！ドラえもん誕生日スペシャル！ のび太の恐竜』としてテレビアニメが放送された。後述の映画版とは異なり、原作に沿った内容となる。

## 『ドラえもん のび太の恐竜』
大長編ドラえもん、ドラえもん映画作品『ドラえもん のび太の恐竜』、ミュージカル『ドラベンチャー・ミュージカル のび太の恐竜』。
前述の『のび太の恐竜』にピー助を還した後の続きなどを大幅に加筆した作品であり、ピー助を孵化させるまでの流れは『のび太の恐竜』と同様であるが、一旦還した後、再びドラえもんやのび太とともに、しずか・ジャイアン・スネ夫の3人も白亜紀に向かっている。
また、怪しい男・恐竜ハンター（密猟者）が人間になつく首長竜は珍しいと、のび太にピー助の譲渡を迫ったり、強奪する目的で中生代の世界で襲撃されるなど、冒険としての要素もくわえられており、のび太がピー助のために奮起するシーンも多々見られた。

## 『ドラえもん のび太の恐竜2006』
『ドラえもん のび太の恐竜2006』のタイトルで、2006年3月4日に公開。リメイク作品であるため、展開などは同様。
ピー助とのび太の関係は、ピー助が彼のために行動するシーンが多くなり、相互の絆がより強調されるようになった。
なお、本作でピー助が遊んだ「卵から恐竜が飛び出すおもちゃ」や「ピンク色のボール」は、『ドラえもん のび太の恐竜2006』以降の作品にも登場している。
2020年8月7日公開の映画『ドラえもん のび太の新恐竜』は本作と異なるオリジナルストーリーの映画作品だが、作中にピー助によく似たフタバスズキリュウが登場し、のび太を気遣う描写などがある。作中の時代が大きく異なっており（『2006』の1億年前に対し『新恐竜』は6600万年前）、同一個体かどうかは本編中で明確に描写されていないが、エンディングクレジットでは「ピー助」と表記されており、『2006』でピー助を演じた神木隆之介が特別出演としてクレジットされている。

## 声優
- 横沢啓子 - 映画『ドラえもん のび太の恐竜』（1980年3月15日公開）
- 神木隆之介 - 映画『ドラえもん のび太の恐竜2006』（2006年3月4日公開）、映画『ドラえもん のび太の新恐竜』（2020年8月7日公開）
- 福島おりね - ゲーム『ドラえもん のび太の恐竜2006 DS』（2006年3月2日発売）
- 久野美咲 - テレビアニメ『50周年だよ！ドラえもん誕生日スペシャル！ のび太の恐竜』（2020年9月5日放送）[5]